# Ташликсу
Ташликсу (рос. Ташлыксу, Ташлык-Су, Джаныкбет-Узень, Камышлык-су, крим. Taşlıq Suv, Ташлыкъ Сув) — маловодна річка в Україні у Білогірському районі Автономної Республіки Крим, на Кримському півострові. Права притока річки Кучук-Карасу (басейн Азовського моря).

## Опис
Довжина річки 5,8 км, площа басейну водозбору 20,6 км², найкоротша відстань між витоком і гирлом — 4,99 км, коефіцієнт звивистості річки — 1,1. Формується декількома безіменними струмками та загатами.

## Розташування
Бере початок на північно-східній стороні від села Оленівка (крим. Yelenovka, рос. Еленовка)  та між горами Куба-Кри (495,5 м), Кубалач (738,1 м). Тече переважно на північний захід через села Родники (до 1945 року — Чокрак крим. Çoqraq, рос. Родники) , понад селом Руське (до 1945 року — Урус-Коджа, крим. Urus Qoca, рос. Русское)  і у селі Багате (до 1945 року — Багча-Елі; крим. Bağça Eli, рос. Богатое)  впадає в річку Кучук-Карасу, праву притоку Біюк-Карасу праву притоку Біюк-Карасу.

## Цікаві факти
• У селі Багате річку перетинає автошлях Р23 (автомобільний шлях регіонального значення на території України, Сімферополь — Зуя — Білогірськ — Старий Крим — Феодосія).